# ジェニファー・マロジャン
ジェニファー・マロジャン（Dzsenifer Marozsán、1992年4月18日 - ）は、ハンガリー・ブダペスト出身のプロサッカー選手。ドイツ女子代表。オリンピック・リヨン所属。ポジションはMF。

## 経歴

### 初期
ハンガリーの首都ブダペストで生まれた。1996年にサッカー選手である父ヤーノシュが1.FCザールブリュッケンに移籍したため、家族も共にドイツに移住した。ジェニファーもザールブリュッケンの女子チームでプレーを始めた。この頃すでにドイツサッカー連盟から将来を有望視され、ドイツ国籍取得の支援が行われた。

### クラブ
2007年、14歳7ヶ月にしてブンデスリーガデビューを果たした。この記録はクラブそしてブンデスリーガの最年少出場記録である。また15歳4ヶ月の最年少得点記録も打ち立てた。
2009年、国内屈指の強豪クラブである1.FFCフランクフルトに移籍
2016年7月、オリンピック・リヨンに移籍。

### 代表
その出自からハンガリー代表を選択することも出来たが、年代別代表から一貫してドイツ代表に選出されている。2010年10月のオーストラリア戦でA代表初キャップ。2012年2月のトルコ戦で初ゴール。
2016年10月の試合ではチームキャプテンを務めた。

## 所属クラブ
- 2007-2009  1.FCザールブリュッケン
- 2009-2016  1.FFCフランクフルト
- 2016-  オリンピック・リヨン

## タイトル

### クラブ
ザールブリュッケン
- 2.ブンデスリーガ: 2008–09

フランクフルト
- UEFA女子チャンピオンズリーグ: 2014–15
- 女子DFBポカール: 2010–2011, 2013–2014

オリンピック・リヨン
- フランス女子サッカーリーグ: 2016–17
- クープ・ドゥ・フランス・フェミニン: 2017
- UEFA女子チャンピオンズリーグ: 2016-17

### 代表
- UEFA U-17女子選手権: 2008
- FIFA U-20女子ワールドカップ: 2010
- UEFA欧州女子選手権: 2013
- 夏季オリンピック: 金メダル, 2016
- アルガルヴェ・カップ: 2012, 2014

### 個人
- FIFA U-17女子ワールドカップ シルバーボール: 2008[8]
- FIFA U-17女子ワールドカップ ゴールデンシュー: 2008[9]
- UEFA U-17女子選手権: 2008得点王
- フリッツ・ヴァルター・メダル: 2009 銅
- FIFA U-20女子ワールドカップ ゴールデンボール: 2012[10]
- UEFA欧州女子選手権大会ベストイレブン: 2013
- アルガルヴェ・カップ大会MVP: 2014
- IFFHS女子年間最優秀選手賞手: 2016[11]
- FIFPro: ワールドイレブン2016[12]
- トロフェ・UNFP・デュ・フットボール女子年間最優秀選手賞: 2016–17
- 女子ディヴィジオン・アン年間ベストイレブン: 2016–17
- ドイツ年間最優秀サッカー選手賞: 2017[13]